# Ghazi Ier Giray
Ghazi ou Ğazı Ier Giray (né en 1504, mort en avril 1524) est un khan de Crimée ayant régné de 1523 à 1524.

## Règne
Fils de Mohammed Ier Giray, il est nommé khan par les Mongols après le meurtre de son père en novembre 1523.
Dès son avènement, il nomme son frère Baba comme « kalgay » (i.e. premier héritier). Il doit toutefois faire face à l'ambition de son oncle Saadet Ier Giray qui obtient l'investiture du sultan ottoman Soliman Ier en avril 1524. Ghazi Ier Giray est tué avec son frère Baba à l'âge de 20 ans, après moins d'un an de règne en août 1524.